# John O'Neill
John O'Neill (8. září 1935, Dublin - 23. září 2012, Blackpool) byl irský fotbalista, záložník.

## Fotbalová kariéra
Začínal v týmu Drumcondra FC. V letech 1958-1965 hrál v Anglii za Preston North End FC a Barrow AFC, v anglické nejvyšší soutěži nastoupil ve 38 utkáních. Dále hrál znovu za Drumcondra FC a v Austrálii za Melbourne Hakoah. Kariéru zakončil v Irsku v týmu Waterford United FC, se kterým získal šest mistrovských titulů. V Poháru mistrů evropských zemí nastoupil ve 12 utkáních a dal 2 góly. Za reprezentaci Irska nastoupil v roce 1960 v utkání proti Walesu. 

## Ligová bilance
| Ročník                                    | Zápasy | Góly | Klub                 |
| ----------------------------------------- | ------ | ---- | -------------------- |
| 1. irská liga 1954/1955                   | -      | -    | Drumcondra FC        |
| 1. irská liga 1955/1956                   | -      | -    | Drumcondra FC        |
| 1. irská liga 1956/1957                   | -      | -    | Drumcondra FC        |
| 1. irská liga 1957/1958                   | -      | -    | Drumcondra FC        |
| Football League First Division 1958/1959  | 2      | 0    | Preston North End FC |
| Football League First Division 1959/1960  | 0      | 0    | Preston North End FC |
| Football League First Division 1960/1961  | 36     | 0    | Preston North End FC |
| Football League Second Division 1961/1962 | 3      | 0    | Preston North End FC |
| Football League Second Division 1962/1963 | 9      | 0    | Preston North End FC |
| Football League Fourth Division 1963/1964 | 35     | 3    | Barrow AFC           |
| Football League Fourth Division 1964/1965 | 7      | 0    | Barrow AFC           |
| 1. irská liga 1965/1966                   | -      | -    | Waterford United FC  |
| 1. irská liga 1966/1967                   | -      | -    | Waterford United FC  |
| 1. irská liga 1967/1968                   | -      | 15   | Waterford United FC  |
| 1. irská liga 1968/1969                   | -      | -    | Waterford United FC  |
| 1. irská liga 1969/1970                   | -      | -    | Waterford United FC  |
| 1. irská liga 1970/1971                   | -      | -    | Waterford United FC  |
| 1. irská liga 1971/1972                   | -      | -    | Waterford United FC  |
| 1. irská liga 1972/1973                   | 23     | 5    | Waterford United FC  |
| 1. irská liga 1973/1974                   | -      | -    | Waterford United FC  |
| 1. irská liga 1974/1975                   | -      | -    | Waterford United FC  |
| 1. irská liga 1975/1976                   | -      | -    | Waterford United FC  |
| CELKEM Football League First Division     | 38     | 0    |                      |